# Luca Aerni
Luca Aerni (Le Locle, 27 maart 1993) is een Zwitserse alpineskiër. Hij vertegenwoordigde zijn vaderland op de Olympische Winterspelen 2014 in Sotsji en op de Olympische Winterspelen 2018 in Pyeongchang.

## Carrière
Aerni maakte zijn wereldbekerdebuut in december 2012 in Madonna di Campiglio. In januari 2013 behaalde hij in München zijn eerste toptienklassering in een wereldbekerwedstrijd. Tijdens de Olympische Winterspelen van 2014 in Sotsji wist de Zwitser niet te finishen in de eerste manche van de slalom.
Op de wereldkampioenschappen alpineskiën 2015 in Beaver Creek viel Aerni uit in de eerste manche van de slalom. In Sankt Moritz nam hij deel aan de wereldkampioenschappen alpineskiën 2017. Op dit toernooi werd hij wereldkampioen op de alpine combinatie. Samen met Wendy Holdener, Melanie Meillard, Camille Rast, Reto Schmidiger en Daniel Yule eindigde hij als vierde in de landenwedstrijd. In december 2017 stond de Zwitser in Madonna di Campiglio voor de eerste in zijn carrière op het podium van een wereldbekerwedstrijd. Tijdens de Olympische Winterspelen van 2018 in Pyeongchang eindigde Aerni als elfde op de alpine combinatie en als negentiende op de reuzenslalom, op de slalom wist hij niet te finishen. In de landenwedstrijd veroverde hij samen met Denise Feierabend, Wendy Holdener, Daniel Yule en Ramon Zenhäusern de gouden medaille.

## Resultaten

### Olympische Winterspelen
| Jaar | Plaats      | Resultaten                                                              |
| ---- | ----------- | ----------------------------------------------------------------------- |
| 2014 | Sotsji      | DNF Slalom                                                              |
| 2018 | Pyeongchang | 11e Alpine combinatie · DNF Slalom · 19e Reuzenslalom · Landenwedstrijd |

### Wereldkampioenschappen
| Jaar | Plaats       | Resultaten                                          |
| ---- | ------------ | --------------------------------------------------- |
| 2015 | Beaver Creek | DNF Slalom                                          |
| 2017 | Sankt Moritz | Alpine combinatie · 4e Landenwedstrijd · 19e Slalom |
| 2019 | Åre          | 8e Combinatie                                       |
| 2025 | Saalbach     | Landenwedstrijd                                     |

### Wereldbeker
Eindklasseringen
| Seizoen   | Algm | SL  | RS  | SC  |
| --------- | ---- | --- | --- | --- |
| 2012/2013 | 94e  | 36e | –   | –   |
| 2013/2014 | 65e  | 21e | –   | –   |
| 2014/2015 | 92e  | 27e | –   | –   |
| 2015/2016 | 87e  | 29e | –   | –   |
| 2016/2017 | 46e  | 15e | –   | 15e |
| 2017/2018 | 25e  | 7e  | 36e | –   |
| 2018/2019 | 77e  | 30e | -   | 31e |
| 2019/2020 | 96e  | 50e | -   | 17e |